# Krankenhausplanung
Die Krankenhausplanung oder Krankenhausbedarfsplanung entwickelt die jeweils regional bestehenden Betten- und Leistungskapazitäten stetig weiter inklusive und Bezug nehmend auf die jeweils angebotenen medizinischen Fachrichtungsbereiche, um eine bedarfsgerechte und flächendeckende Gesundheitsversorgung zu gewährleisten.

## Bedarfsermittlung für die Vorhaltung von Krankenhausbetten

### Hill-Burton-Formel (HBF)
Anhand der in den 1960er Jahren in den USA entwickelten Hill-Burton-Formel, basierend auf dem 1947 verabschiedeten Gesetz „Hospital Survey and Construction Act (auch Hill–Burton Act)“, unterstützt durch die US-Senatoren Harold Hitz Burton und J. Lister Hill, wird nach wie vor in Deutschland der Bettenbedarf ermittelt. In der Formel berücksichtigt werden dabei die Determinanten Einwohnerzahl, Verweildauer, Krankenhaushäufigkeit und Bettennutzungsgrad (Auslastungsgrad).
Die Einwohnerzahl basiert dabei auf den statistischen Daten des Bundeslandes. Diese werden zur Ermittlung der Bevölkerungsentwicklung bis zum Zieljahr des Krankenhausplanes prognostiziert. Die Verweildauer ist die durchschnittliche Anzahl der Tage, die ein Patient stationär im Krankenhaus verbringt. Aufnahme und Entlassungstag zählen zusammen als ein Tag. Die Krankenhaushäufigkeit ist die Relation der in einem bestimmten Gebiet wohnenden Patienten, die im Laufe des Jahres stationär behandelt werden, zu der Einwohnerzahl des betreffenden Gebietes. Der Bettennutzungsgrad ist die Relation der Pflegetage zur Anzahl der Planbetten im Jahr.
{\displaystyle \mathrm {Bettenbedarf=HBF} ={\frac {{\text{Einwohnerzahl}}\cdot {\text{Krankenhaushäufigkeit}}\cdot {\text{Verweildauer}}\cdot 100}{1000\cdot {\text{Bettennutzungsgrad}}\cdot 365\,{\text{Tage}}}}}
Beispiel: Für eine Region mit 1 Mio. Einwohnern, einer Krankenhaushäufigkeit von 20 Prozent (entspricht 200 Krankenhausaufnahmen je 1.000 Einwohner), und einer durchschnittlichen Verweildauer von 11,0 Tagen würde sich bei einem Bettennutzungsgrad von 82 Prozent ein Bedarf von 7.350 Betten ergeben.

### Aussagekraft von durchschnittlichen Bettenauslastungskennziffern
Im Zusammenhang mit dem Abbau von Krankenhausbetten wird oft mit einer geringen durchschnittlichen Bettennutzung argumentiert. Bei den mit der Krankenhausplanung Befassten ist dabei zu berücksichtigen, dass natürlich ohne jeweilige Bettenreserven die Belegungsspitzen dazu führen würden, dass Patienten nicht behandelt werden könnten oder vermehrt Wartezeiten entstehen würden.
- Der durchschnittliche Bettenauslastungsgrad verstellt oftmals den Blick auf die schwankende Belegung, die es erforderlich macht, eine höhere Bettenzahl vorzuhalten. So sah z. B. der Krankenhausplan 2015 des Landes NRW unterschiedliche Bettennutzungsvorgaben zwischen 75 % und 85 %[3] je medizinischem Fachgebiet vor und ähnlich der Krankenhausplan 2012 von Mecklenburg-Vorpommern: Der vorgegebene Auslastungsgrad beträgt 85 %. Ausnahmen gelten für: Kinderheilkunde/Kinderchirurgie 75 %, Psychiatrie/Kinder- und Jugendpsychiatrie 90 %, Belegbetten 75 %, Anästhesie/Intensivmedizin 70 %, Belegabteilungen 75 % und Tageskliniken bei Zugrundelegung einer 5-Tage-Woche 85 %. Etwas anders gestaltet sieht der aktuelle Krankenhausplan von Rheinland-Pfalz, der von 2019 bis 2025 gültig ist. Dort[4] wird zur Kapazitätsermittlung ein verweildauerabhängiger Soll-Nutzungsgrad verwendet, dieser beträgt bei einer Verweildauer von <4,5 Tagen 75 %, 4,5 bis < 5,5 Tagen 80 %, 4,5 < 11 Tagen 85 %, 11 < 18 Tagen 90 % und > 18 Tagen 95 %.
- Die verfügbare Kapazität an belegbaren Betten wird zudem bei bestimmten Erkrankungen oder Zuständen der Patienten durch Sperrung der übrigen Betten eines Krankenzimmers vorübergehend über Tage oder Wochen reduziert. Hierunter fallen Infektionen bzw. Kolonisation mit multiresistenten Erregern, Patienten in palliativer Situation oder mit einer schweren Erkrankung oder Begleiterkrankung wie Demenz.
- Von der täglichen Schwankungsbreite der Bettenauslastungen innerhalb einer Woche sowie innerhalb eines Jahres etc. kann sich jeder Interessierte mittlerweile (Stand Ende 2024) selbst einen eigenen Eindruck aus der Praxis machen, denn ausgelöst insbesondere durch ungünstige Erfahrungen während der COVID-19-Pandemie in Deutschland gibt es für Deutschland die allgemein zugängliche Möglichkeit, über das Internet die aktuellen Auslastungsgrade in Prozent der Krankenhausbetten je Bundesland tagesaktuell und u. a. unterteilt nach Intensiv-[5] und Normalstationen[6] abzurufen.

### Flächendeckende Versorgung
Der Aspekt einer flächendeckenden Versorgung ist gerade in schwächer besiedelten Gebieten von Bedeutung. So gibt es in bevölkerungsärmeren Regionen Deutschlands Krankenhäuser, die strukturell und damit auch finanziell benachteiligt sind, da in ihrem Einzugsgebiet verhältnismäßig wenig Bevölkerung wohnt und dadurch nur ein begrenzt wirtschaftlicher Krankenhausbetrieb möglich ist. Stichworte sind dabei z. B. wirtschaftliche Stationsgrößen sowie wirtschaftliche Auslastung. Derartige strukturelle Defizite werden dabei in Deutschland nur teilweise durch zusätzliche einschlägige Rechnungszuschlagsbeträge zu Gunsten der Krankenhäuser ausgeglichen. 
Dänemark als Beispiel versorgt seine Bevölkerung qualitativ hochwertig in den dortigen Zentralkliniken, in ländlichen Gebieten werden dabei weite Wege in das nächste Krankenhaus in Kauf genommen. Deshalb hat Dänemark sein Rettungswesen erheblich aus- und umgebaut, die weiten Wege in ländlichen Regionen werden mithilfe eines umfassenden Systems der Luftrettung und digital angebundener Rettungswagen ergänzt. Zugleich sind auch die Praxen von Allgemeinmedizinern für Notfälle sehr gut ausgestattet und somit auch auf eine Erstversorgung im medizinischen Notfall ausgerichtet. 
Mit Stand Anfang 2025 werden wohl auch in Deutschland weiterhin die Wege zur nächsten Klinik teilweise länger, so z. B. im Bundesland NRW, da einzelne Abteilungen oder sogar ganze Kliniken wohl noch schließen werden müssen. Das wird auch dadurch nicht verhindert, dass die NRW-Krankenhausplanung zwecks einer möglichst gleichmäßigen Bevölkerungsversorgung mit Krankenhausangeboten in 16 planerische Versorgungsgebiete eingeteilt ist.

## Nationales

### Krankenhausbetten im internationalen Vergleich
In der Tabelle Entwicklung der Anzahl der Krankenhausbetten auf 100.000 Einwohner ist die Anzahl der Patientenbetten angegeben, die offiziell ermittelt wurde für stationäre Behandlungen in einer Versorgungseinrichtung oder einer Einrichtung, die auch stationäre Versorgung anbietet und für mindestens eine Nacht aufgenommen werden können. Stationäre Versorgung wird von Krankenhäusern, Krankenpflege- und Pflegeheimen sowie von anderen Einrichtungen geleistet, die aufgrund ihrer Hauptpflegetätigkeit zu den ambulanten Versorgungseinrichtungen gerechnet werden, aber als Nebentätigkeit auch stationäre Versorgung anbieten.
- Ein Überblick mit WHO-Daten aus dem Jahr 2010 zeigt, dass weltweit nur wenige Länder, darunter Japan (1390), die Russische Föderation (970) und Südkorea (860), eine höhere Krankenbettendichte je Einwohner ausweisen.[9]

- Europaweit gesehen weist Deutschland für 2022 lt. Daten der OECD die zweithöchste Krankenbettendichte je Einwohner aus.[10]

Im europäischen Vergleich verfügt Deutschland über eine große Anzahl an Krankenhausbetten. Per Januar 2025 ist dabei für Deutschland festzustellen: Es wurden 537 Krankenhäuser im Zeitraum von 1991 bis 2023 geschlossen und im gleichen Zeitraum von 1991 bis 2023 wurden stationäre Krankenhausbettenkapazitäten im Umfang von 188.641 Krankenhausbetten abgebaut. Die Tabelle Entwicklungen verschiedener Krankenhaus-Kennzahlen ab 1991 veranschaulicht diese Entwicklungen noch detaillierter.
| Jahr | * Deutschland verifizierte Zahlen per 2025 | Deutschland | Österreich | Schweiz | Frankreich | Italien |
| ---- | ------------------------------------------ | ----------- | ---------- | ------- | ---------- | ------- |
| 1991 | * 830                                      | k. A.       | k. A.      | k. A.   | k. A.      | k. A.   |
| 1992 | * 800                                      | k. A.       | k. A.      | k. A.   | k. A.      | k. A.   |
| 1993 | * 773                                      | 968,6       | 755,9      | 750,6   | 926,6      | 667,9   |
| 1994 | * 759                                      | 972,3       | 761,4      | 702,1   | 905,6      | 653,5   |
| 1995 | * 745                                      | 969,8       | 755,1      | 700,8   | 890,0      | 622,1   |
| 1996 | * 724                                      | 957,8       | 746,3      | 665,9   | 872,1      | 649,5   |
| 1997 | * 708                                      | 938,0       | 736,6      | 663,7   | 853,1      | 582,3   |
| 1998 | * 697                                      | 929,3       | 723,9      | 664,0   | 871,4      | 548,7   |
| 1999 | * 688                                      | 919,4       | 808,2      | 660,8   | 820,1      | 492,7   |
| 2000 | * 681                                      | 911,6       | 794,8      | 628,7   | 797,0      | 470,8   |
| 2001 | * 670                                      | 901,0       | 784,8      | 603,6   | 782,7      | 461,3   |
| 2002 | * 664                                      | 887,3       | 780,7      | 594,5   | 771,3      | 443,4   |
| 2003 | * 657                                      | 874,4       | 773,3      | 582,4   | 754,6      | 415,9   |
| 2004 | * 645                                      | 773,4       | 567,0      | 739,0   | 398,6      |         |
| 2005 | * 636                                      | 846,7       | 768,7      | 553,9   | 722,5      | 399,9   |
| 2006 | * 621                                      | 829,7       | 776,5      | 539,1   | 777,6      | 393,9   |
| 2007 | * 617                                      | 823,9       | 766,2      | 536,0   | 706,0      | 384,5   |
| 2008 | * 614                                      | 821,4       | 767,9      | 521,1   | 690,3      | 372,7   |
| 2009 | * 616                                      | 823,9       | 765,9      | 510,4   | 666,1      | 362,6   |
| 2010 | * 615                                      | 824,8       | 762,9      | 496,3   | 642,8      | 357,1   |
| 2011 | * 625                                      | 822,2       | 764,7      | 487,0   | 637,2      | 342,5   |
| 2012 | * 623                                      | 818,3       | 767,4      | 480,2   | 634,1      | 342,2   |
| 2013 | * 620                                      | 820,2       | 764,5      | 467,7   | 628,5      | 331,2   |
| 2014 | * 617                                      | 822,8       | 758,8      | 458,4   | 619,7      | 321,1   |
| 2015 | * 608                                      | 813,3       | 753,7      | 458,4   | 613,5      | 319,6   |
| 2016 | * 605                                      | 806,3       | 742,1      | 454,5   | 605,9      | 317,2   |
| 2017 | * 601                                      | 800,2       | 736,6      | 452,7   | 598,0      | 318,1   |
| 2018 | * 601                                      | k. A.       | 727,2      | 462,8   | 590,9      | 314,1   |
| 2019 | * 595                                      | k. A.       | 718,9      | k. A.   | k. A.      | k. A.   |
| 2020 | * 587                                      | k. A.       | k. A.      | k. A.   | k. A.      | k. A.   |
| 2021 | * 581                                      | k. A.       | k. A.      | k. A.   | k. A.      | k. A.   |
| 2022 | * 578                                      | k. A.       | k. A.      | k. A.   | k. A.      | k. A.   |
| 2023 | * 572                                      | k. A.       | k. A.      | k. A.   | k. A.      | k. A.   |

Quelle bis einschließlich 2019: Eurostat
* Für Deutschland per Januar 2025 verifizierte Zahlen, die zutreffend(er) sind: Quelle sind jeweils die errechneten Anzahl aus Destatis-Daten analog der Tabelle Entwicklungen verschiedener Kennzahlen ab 1991, die u. a. auch deckungsgleich sind mit den Daten für Deutschland für die Jahre 2010, 2015, 2019 und 2020 lt. Krankenhaus-Report 2023
Grüner Hintergrund … bedeutet ein Anstieg der bevölkerungsbezogenen Bettenzahl, rot eine Abnahme (Betten je 100.000 EW)

### Deutschland
In Deutschland liegt die Verantwortung für eine angemessene Versorgung mit Krankenhausbetten und Krankenhausleistungen bei den Bundesländern. Die Deutsche Krankenhausgesellschaft (DKG) gab jährlich mindestens bis zum Jahr 2022 in enger Zusammenarbeit mit den Landeskrankenhausgesellschaften eine umfangreiche Bestandsaufnahme zur Krankenhausplanung in den Bundesländern heraus, die jeweils einen umfassenden Überblick über den Stand der Krankenhausplanung sowie über die der Planung in den einzelnen Bundesländern zugrunde liegenden Verfahren und Methoden bietet. Gesetzliche Grundlage dieser sogenannten Landeskrankenhauspläne ist das bundesweit gültige Krankenhausfinanzierungsgesetz (§ 6 KHG) und landeseigene Krankenhausgesetze, beispielsweise
- das Niedersächsische Krankenhausgesetz (NKHG) sowie
- die  NRW-Verordnungen zur Neuausrichtung der NRW-Krankenhausplanung mit einer nun auf Leistungsgruppen ausgerichteten Krankenhausplanung, dessen Umsetzung seit 2022 bis voraussichtlich 2025 erfolgt[15][16][17].

Die Länder haben also ein Entscheidungsrecht über die Zulassung eines Krankenhauses bei der Versorgung von stationären Patienten. Zusätzlich werden Krankenhäusern im Rahmen der Krankenhausplanung in Deutschland oft Versorgungsstufen zugewiesen, abhängig vom jeweiligen Bundesland. In Deutschland verpflichtet § 108 des Fünften Buches Sozialgesetzbuch (SGB V) u. a. die Krankenkassen zur Erstattung der Behandlungskosten in denjenigen Krankenhäusern, die im Plan verzeichnet sind, den sogenannten Plankrankenhäusern. Automatisch gehören dazu auch die Universitätskrankenhäuser.
Während die Krankenkassen sonst ihre Vertragshäuser wie beispielsweise Reha-Kliniken frei aussuchen dürfen, sind sie bei Plankrankenhäusern zu Entgelt- bzw. Pflegesatzverhandlungen sowie dortigen Behandlungskostenübernahmen im Rahmen der allgemeinen Vorgaben gezwungen. Dabei ist allerdings gesetzlich vorbestimmt, dass für die stationären Krankenhausleistungen die Entgelte für alle Benutzer eines Krankenhauses unabhängig von der Kassenzugehörigkeit identisch sind, was sich auch in den jährlichen Entgeltverhandlungen der Krankenhäuser widerspiegelt. Die Kosten für vorrätig gehaltene Reserve-Betten werden auf diese Weise von der Solidargemeinschaft der Krankenversicherten mitfinanziert. 
Will eine Krankenkasse ein ganzes Krankenhaus oder einzelne Fachbereiche eines Krankenhauses aus der Planung ausschließen assen, so kann sie ein entsprechendes Ausschlussverfahren beim jeweiligen Bundesland beantragen. Dadurch wird dann ein vorgegebenes lokales Planungsverfahren in Gang gesetzt unter Beteiligung auch all der Krankenhäuser, die für die Versorgung im jeweiligen Versorgungsgebiet zum jeweiligen Zeitraum beteiligt sind. Das Bundesland NRW ist in diesem Sinne als Beispiel in 16 Versorgungsgebiete aufgeteilt. Beim Wechsel eines Krankenhausträgers, beispielsweise einer Privatisierung eines Krankenhauses, sind die Landesregierungen nicht automatisch beteiligt.
Krankenhausinvestitionen, d. h. Neuinvestitionen und Erhaltungsinvestitionen der Krankenhäuser, sind gemäß den Vorgaben der Dualen Finanzierung grundsätzlich Aufgabe der einzelnen Länder. Bei der Verteilung der Investitionsmittel und der Fortschreibung der Pläne sind die Bundesländer gesetzlich verpflichtet (§ 7 KHG) eine enge Abstimmung mit den Landeskrankenhausgesellschaften und den Verbänden der Krankenversicherungen zu suchen. Die Ärzte- und Pflegeverbände und die Kassenärztlichen Vereinigungen werden bei diesen Krankenhausbedarfsplanungen nicht gefragt.
2022 wurde z. B. ein „Neuer Krankenhausplan Nordrhein-Westfalen“ veröffentlicht. Davon unabhängig wurde in den Jahren 2023 und 2024 ganz bundesweit umfangreich und intensiv über Anpassungen der Bestimmungen rund um die Krankenhausplanungen diskutiert.

### Österreich
In Österreich erstellen die Bundesländer gemäß § 10a KAKuG jeweils Landeskrankenanstaltenpläne. Bei den Allgemeinen Krankenanstalten wird gemäß § 2a KAKuG unterschieden zwischen Standardanstalten, die mindestens Abteilungen für Chirurgie und Innere Medizin vorweisen müssen und Schwerpunktkrankenanstalten, die neun weitere Fachgebiete abdecken müssen. Des Weiteren gibt es Zentralkrankenanstalten, die grundsätzlich alle dem jeweiligen Stand der medizinischen Wissenschaft entsprechende spezialisierte Einrichtungen vorhalten.

### Schweiz
In der Schweiz liegt die Krankenhausplanung inklusive der Zuordnung zu Versorgungsstufen in der Zuständigkeit der 26 dortigen Kantone. Nach Art. 39 KVG (Schweizer Krankenversicherungsgesetz) werden Krankenhäuser (Spitäler) zugelassen, wenn sie bestimmte organisatorische Voraussetzungen erfüllen, der von einem oder mehreren Kantonen gemeinsam aufgestellten Planung für eine bedarfsgerechte Spitalversorgung entsprechen und auf der nach Leistungsaufträgen in Kategorien gegliederten Spitalliste eines Kantons aufgeführt sind. Grundlage für alle Kantone ist dabei mit Stand 2025 das Schweizer Leistungsgruppenkonzept mit rund 150 Spitalplanungs-Leistungsgruppen (SPLG) und leistungsgruppenspezifischen Anforderungen.